# NGC 1714
NGC 1714 és una nebulosa d'emissió situada a la constel·lació de l'Orada. Es troba al Gran Núvol de Magallanes i va ser descoberta per John Herschel el 2 de novembre de 1834. Va ser objecte d'un estudi que investigava la composició química de les regions HII del Gran Núvol de Magallanes. Els resultats d'aquesta investigació van trobar una densitat de deuteri superior a la que prèviament es creia que hi havia a la nebulosa, fet que va portar a pensar que la edat de l'univers era superior a la acceptada. També s'han trobat candidats de nebulosa planetària als voltants de NGC 1714.